# Golpes de Estado no Sudão
Desde que conquistou a independência em 1956, o Sudão testemunhou uma série prolongada de golpes de Estado, totalizando 19 tentativas de golpe, das quais 7 foram bem sucedidas, o que coloca o Sudão como a nação africana com o maior número de tentativas de golpe e ocupa o segundo lugar no mundo, atrás apenas da Bolívia, que registrou 23 tentativas de golpe desde 1950. Isto inclui o autogolpe de 1958, os golpes suaves de 1985 e 2019 e os putschs de 1957 e 1959.
No desenvolvimento mais recente, a Guerra Civil Sudanesa começou em 15 de Abril de 2023, envolvendo confrontos entre as Forças Armadas do Sudão e os paramilitares das Forças de Apoio Rápido, ambas facções do governo militar, com foco em Cartum e na região de Darfur.

## Golpes
- Junho de 1957: Um ano após a independência do Sudão, um golpe fracassado liderado por Abdel Rahman Ismail Kabeida tentou tomar o poder do governo civil.[4][5] Jaafar Nimeiry, acusado de apoiar o golpe, foi preso e posteriormente transferido em 1959.[6]
- 17 de novembro de 1958: Um autogolpe sem derramamento de sangue, liderado pelo primeiro-ministro Abdallah Khalil contra o governo civil formado após as eleições de 1958.[7] Envolveu o Partido Nacional Umma de Khalil, o Partido Democrático do Povo,[8] e generais do exército, Ibrahim Abboud e Ahmad Abd al-Wahab, com o conhecimento dos Estados Unidos e da Grã-Bretanha.[9] Khalil foi posteriormente reformado com uma pensão.[9]
- 9 de novembro de 1959: O Sudão testemunhou um golpe fracassado contra o regime do General Ibrahim Abboud.[10] Os conspiradores, incluindo Al-Rashid Al-Taher Bakr, enfrentaram julgamentos, alguns deles recebendo sentenças de morte, marcando as primeiras execuções militares do Sudão pós-independência.[11][12] Abd al-Rahman Kabeida, envolvido na intentona golpista de 1957, foi preso até ser libertado após a Revolução de Outubro de 1964.[4]
- 25 de maio de 1969: O coronel Jaafar Nimeiry derrubou com sucesso o governo do presidente Ismail al-Azhari. O golpe assinalou o fim da segunda era democrática do Sudão e marcou o início do governo de dezesseis anos de Nimeiry.[13][14]
- 19 de julho de 1971: Major Hashem al Atta, depôs brevemente o presidente Jaafar Nimeiry, mas não obteve apoio. Os partidários de Nimeiry contra-atacaram, reintegrando-o. Nimeiry então fortaleceu seu governo, diminuindo a influência dos ex-membros do Conselho do Comando Revolucionário em 1975.[15][16]
- 5 de setembro de 1975: Oficiais do exército rebelde apoiados pelo Partido Comunista Sudanês tentaram um golpe contra o presidente Gaafar al-Nimeiry, mas as forças lealistas rapidamente esmagaram o golpe. O Brigadeiro Hassan Hussein Osman, o líder do golpe, foi ferido, levado à corte marcial e executado.[17]
- 2 de julho de 1976: No início de 1972, o diálogo de Nimeiry com o líder da oposição Sharif Hussein al-Hindi falhou. Em 1976, uma tentativa de golpe de Estado de Sadiq al-Mahdi liderada por Muhammad Nour Saad encontrou resistência, levando a uma semana de intensos combates e vítimas civis. Seguiu-se uma breve Reconciliação Nacional, mas terminou devido a tensões e desentendimentos contínuos.[18]
- 2 de fevereiro de 1977: O golpe de Juba, liderado por doze ex-membros da Força Aérea da Anyanya, pretendia tomar o Aeroporto de Juba, mas falhou.[19] Membros do Alto Conselho Executivo foram presos e algumas fontes sugerem que o grupo tentou libertá-los da prisão de Juba.[20]
- 6 de abril de 1985: O golpe foi encenado por um grupo de oficiais militares e liderado pelo Ministro da Defesa e Comandante-em-Chefe das Forças Armadas, Marechal de Campo Abdel Rahman Swar al-Dahab, contra o governo do Presidente Gaafar Nimeiry. [21][22][23]
- 30 de junho de 1989: As Forças Armadas Sudanesas derrubaram o governo democraticamente eleito do primeiro-ministro Sadiq al-Mahdi e do Presidente Ahmed al-Mirghani. O golpe foi liderado pelo oficial militar Omar al-Bashir, que assumiu o poder logo após; ele governou o país pelos 30 anos seguintes, até ser deposto em 2019.[24]
- 23 de abril de 1990: Supostamente orquestrado por oficiais reformados e jovens leais, com o objetivo de derrubar a junta militar governante liderada pelo tenente-general Omar al-Bashir. As forças lealistas anularam o golpe, com relatos de tiros em locais importantes. Aproximadamente 30 policiais e oficiais reformados foram presos.[25][26]
- Março de 1992: A intentona foi liderada pelo coronel Ahmed Khaled, simpatizante do Partido Ba'ath Sudanês.[27][28][29] O golpe foi rapidamente esmagado e os líderes golpistas foram presos.[30][31][32]
- Março e setembro de 2004: Ocorre uma intentona contra o presidente Omar al-Bashir e o seu gabinete, inspirado pelos líderes da oposição e por Hassan al-Turabi. Terminou com a prisão de oficiais do exército nos dias seguintes. Uma segunda tentativa de golpe foi encenada em setembro de 2004.[33][34]
- 10 de maio de 2008: O grupo rebelde de Darfur, Movimento Justiça e Igualdade, atacou Cartum e Omdurman, matando mais de 220 pessoas.[35][36] Foi a primeira vez que o conflito de Darfur atingiu a capital, marcando uma escalada significativa num conflito que já tinha ceifado até 300.000 vidas e deslocado 2,5 milhões desde 2003.[37]
- 22 de novembro de 2012: A intentona contra o presidente Omar al-Bashir começou como uma tentativa de derrubar o governo devido a conflitos graves, convulsões (principalmente os protestos de 2011-2013) e agravamento das condições. 13 foram presos durante a tentativa de golpe, segundo a mídia.[38][39]
- 11 de abril de 2019: O Presidente Omar al-Bashir é deposto pelas Forças Armadas Sudanesas depois de protestos populares exigirem a sua saída.[40] Naquela altura, o exército, liderado por Ahmed Awad Ibn Auf, derrubou o governo e a Assembleia Legislativa Nacional e declarou estado de emergência no país por um período de três meses, seguido por um período de transição de dois anos antes de um acordo ser alcançado mais tarde. [41]
- 21 de setembro de 2021: Ocorre uma intentona contra o Conselho Soberano do Sudão.[42][43] Segundo relatos da mídia, pelo menos 40 policiais foram presos. Um porta-voz do governo disse que incluíam "remanescentes do regime extinto",[44] referindo-se a antigos funcionários do governo do presidente Omar al-Bashir e a membros do corpo blindado do país.[45]
- 25 de outubro de 2021: O General Abdel Fattah al-Burhan deu um golpe militar no Sudão,[46] detendo funcionários do governo e dissolvendo o Conselho Soberano. Seguiram-se protestos e greves, que levaram a negociações.[47] Um acordo de 14 pontos em Novembro restabeleceu o primeiro-ministro Abdalla Hamdok, mas grupos civis rejeitaram-no, e Hamdok demitiu-se em Janeiro de 2022 no meio de protestos contínuos.[48]
- 15 de abril de 2023: O Sudão testemunha um conflito armado entre facções militares rivais, as Forças Armadas Sudanesas e as Forças de Apoio Rápido, com confrontos em Cartum e Darfur. O Movimento Popular de Libertação do Sudão - Setor Norte liderado por Abdelaziz al-Hilu e outros grupos rebeldes juntaram-se à guerra.[49][50]